# Yanglinzhai (sockenhuvudort i Kina, Hunan Sheng, lat 28,77, long 112,72)
Yanglinzhai (kinesiska: 杨林寨, 杨林寨乡) är en sockenhuvudort i Kina. Den ligger i provinsen Hunan, i den södra delen av landet, omkring 68 kilometer norr om provinshuvudstaden Changsha. Antalet invånare är 22 210. Befolkningen består av 11 195 kvinnor och 11 015 män. Barn under 15 år utgör 20,0 %, vuxna 15-64 år 70 %, och äldre över 65 år 9,0 %.
Runt Yanglinzhai är det tätbefolkat, med 427 invånare per kvadratkilometer. Närmaste större samhälle är Wenxing, 18,3 km sydost om Yanglinzhai. Trakten runt Yanglinzhai består till största delen av jordbruksmark.
Genomsnittlig årsnederbörd är 1 683 millimeter. Den regnigaste månaden är maj, med i genomsnitt 292 mm nederbörd, och den torraste är december, med 45 mm nederbörd.